# Киселева (Тюменская область)
Киселева — деревня в Вагайском районе Тюменской области, входит в состав Куларовского сельского поселения.

## География
Деревня находится не далеко от реки Альбяк. Автобусное сообщение.

## Население
| 2010 |
| ---- |
| 49   |